# Werner Wüest
Werner Wüerst est un tireur sportif suisse

## Palmarès
Werner Wüerst a remporté l'épreuve Manton original aux championnats du monde MLAIC 1996 à Warwick